# ويليام ويلسون (لاعب كرة قدم بريطاني)
ويليام ويلسون (بالإنجليزية: William Wilson)‏ (1 نوفمبر 1915 في المملكة المتحدة - ) هو لاعب كرة قدم بريطاني في مركز نصف الجناح. لعب مع سكونثورب يونايتد ونادي بريستول روفيرز ونادي روذرهام يونايتد ونادي غيلينغهام ونادي سكاربورو وفريكلي أثلتيك ‏.